# Kačanivka
Il Kačanivka (in ucraino Качанівка?, Kačanivka), è un edificio situato nel Distretto di Pryluky, nell'Oblast' di Černihiv in Ucraina.
Il complesso edilizio, che in origine era una delle tenute di campagna costruite per volere di Pëtr Rumjancev-Zadunajskij viceré di Caterina II, sorge sulla riva del fiume Smoš vicino al villaggio di Petrushivka.

## Storia
La residenza fu costruita negli anni settanta del XVIII secolo in stile neoclassico su progetto dell'architetto Karl Blank. Dopo la morte di Nikolaj Rumjancev, la proprietà passò alla famiglia Tarnowskij. In seguito durante il periodo sovietico, il palazzo ospitò una colonia penale e un ospedale per la tubercolosi. Nel 1984, il palazzo e tutto l'annesso del complesso edilizio comprensivo dei giardini, venne classificata come riserva culturale nazionale ed in seguito negli anni 2000 venne inserito nella lista delle sette meraviglie dell'Ucraina dedicata ai castelli e palazzi.